# SsangYong Kyron
Le Kyron est un SUV 4x4 produit entre 2005 et 2017 par le constructeur automobile sud-coréen SsangYong. Il est basé sur le SsangYong Actyon mais il peut également être équipé en plus d'un moteur 4 ou 5-cylindres  2.0xdi ou 2.7xdi,d'origine Mercedes et d'une transmission intégrale. Modèle très recherché de 2005 à ce jours. Les plus récentes évolutions de 2007 à 2010 et particulièrement 2008,a grand coup d'options incluse en fond le modèle le plus exporté. L'Europe très friande de ce modèle statutaire en version 4 cylindres 2.0xdi car cette motorisation fiable est facile à entretenir. 
Très prisées en Europe et à l'export. Lun des tout terrain les plus fiable/économe du marché.
Certainement la valeur montante du marché du 4x4 abordable.

## Galerie

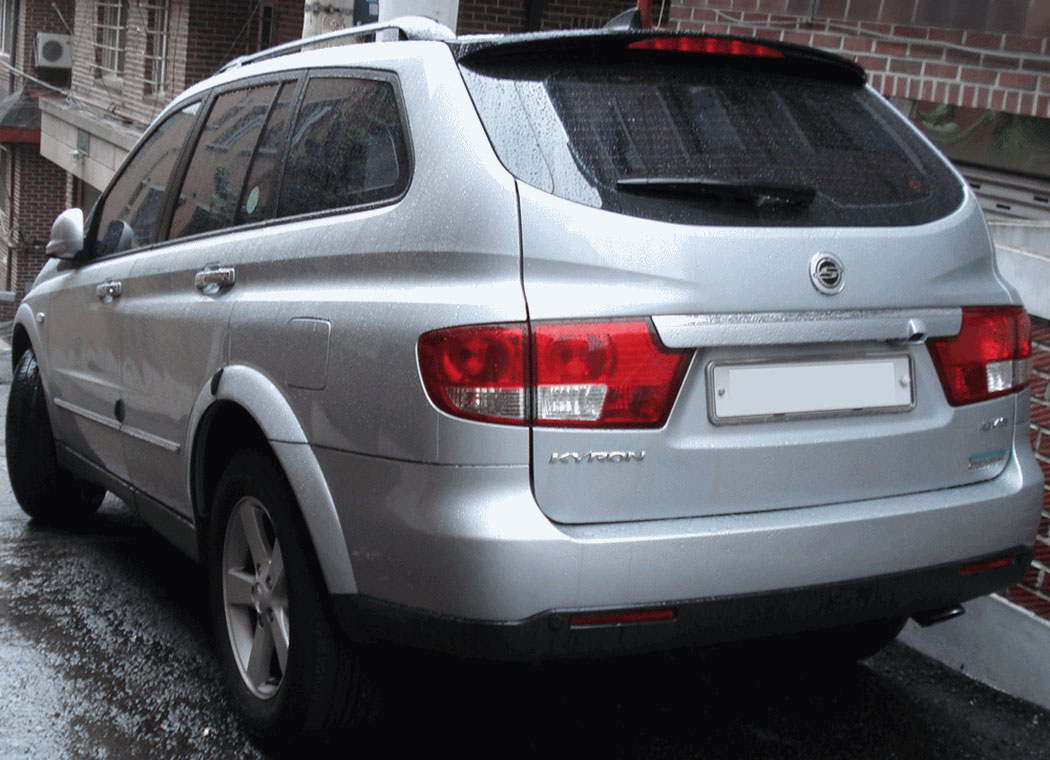
Vue arrière du Kyron.
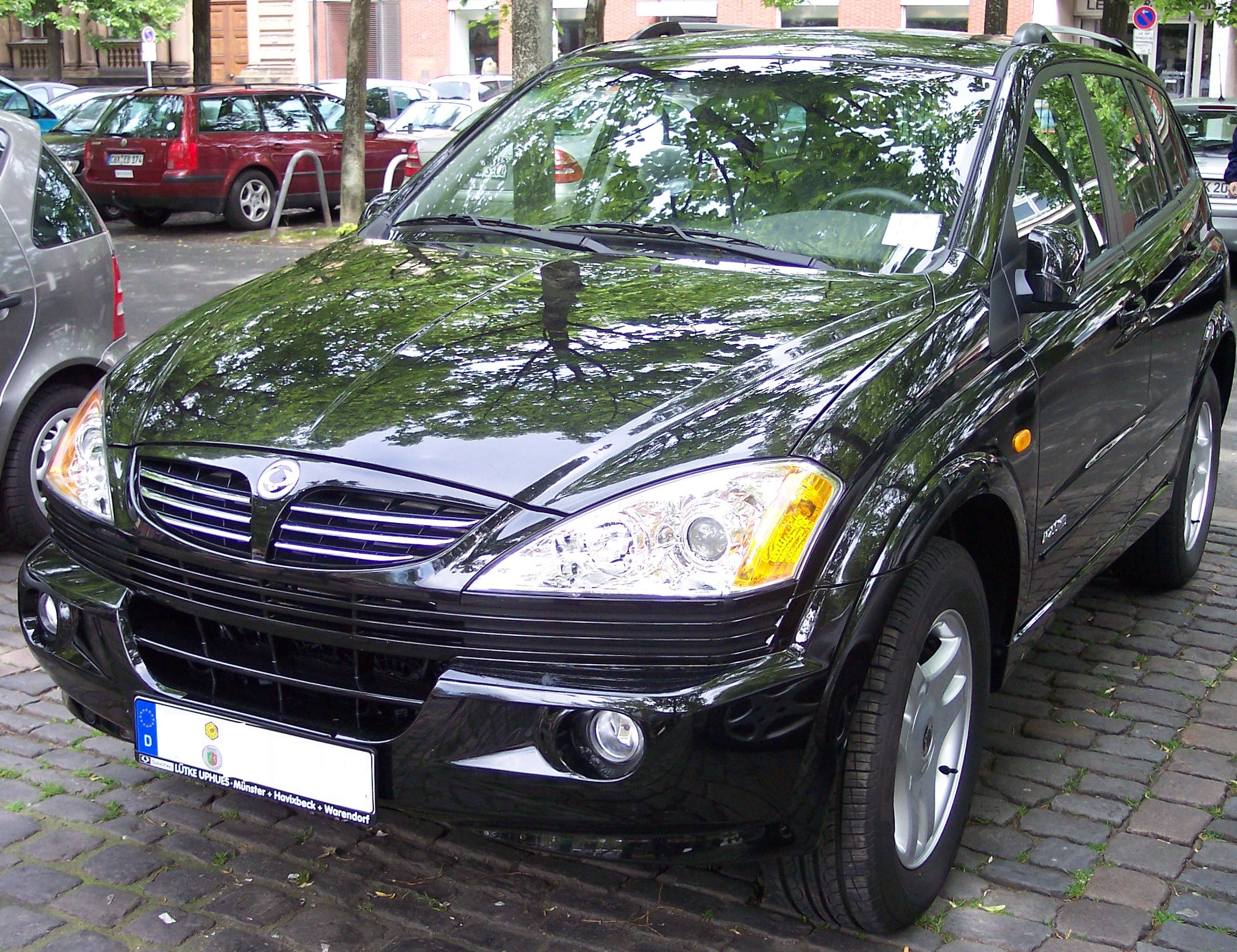
Le Kyron avant son restylage.
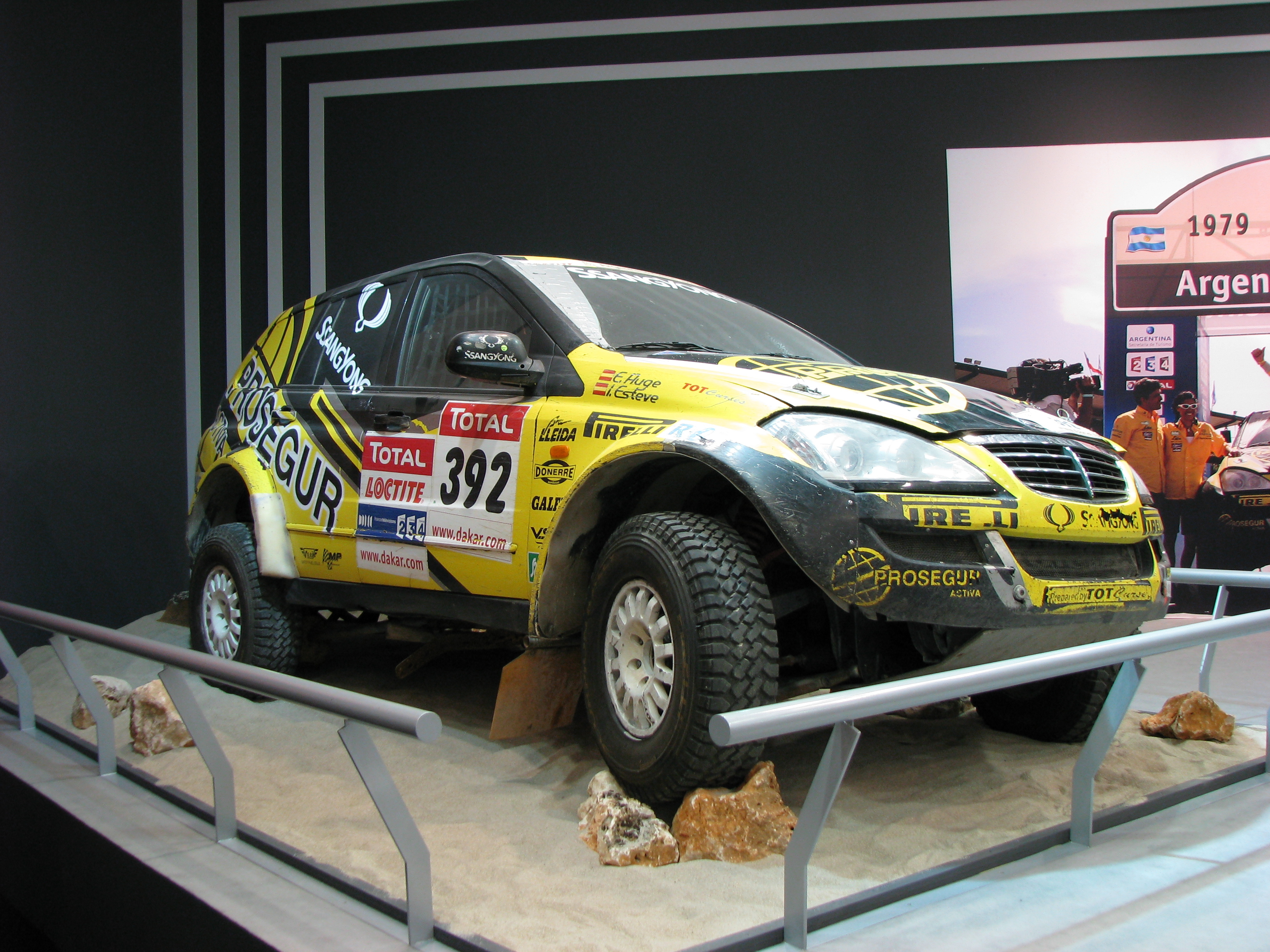
Le Kyron d'Isidre Esteve ayant participé au Rallye Dakar 2009.